# Gesaia fauchaldi
Gesaia fauchaldi är en ringmaskart som beskrevs av Kirtley 1994. Gesaia fauchaldi ingår i släktet Gesaia och familjen Sabellariidae. Inga underarter finns listade i Catalogue of Life.